# 陳希烈
陳 希烈（ちん きれつ、生年不詳 - 至徳2載（757年））は中国唐の玄宗期の政治家。宰相にまで任じられたが、安史の乱において安禄山に降伏し、粛宗に自殺を命じられた。

## 経歴
宋州の出身。玄学（道教の学問）に詳しく、書は読んだこともなかった。開元年間に玄宗に玄学を講義し、秘書少監となった。開元19年（731年）には、張九齢に代って集賢院学士となり、工部侍郎まで昇進した。玄宗が撰述した書物は全て陳希烈によるものであった。天宝元年（742年）、符応にかこつけて玄宗に取り入り、崇玄館大学士となった。
天宝5載（746年）、李林甫は彼が玄宗の信任が厚い上に、柔和で御しやすいので宰相に引き立てた。陳希烈は李林甫の政策や謀略にただ同調し、署名するだけであったと伝えられる。兵部尚書と左相を兼ねた。
天宝11載（752年）には楊国忠に同調し、王鉷の排除や李林甫との対立に協力する。李林甫の死後、天宝12載（753年）、楊国忠とともに李林甫への誣告を行い、許国公に任じられた。しかし、楊国忠が韋見素を引き立てて陳希烈を宰相から外し、太子太師にしたために恨みに思っていたと伝えられる。
天宝14載（755年）の安史の乱が勃発する。至徳元載（756年）の長安陥落時に、張均、張垍、達奚珣らとともに安禄山に降伏し、宰相に任じられた。
至徳2載（757年）、広平王・李俶や郭子儀ら唐側が安慶緒に勝利し、安慶緒が逃亡した時に、洛陽にいた燕（安禄山の王朝）側の百官を率いて素服で降伏し罪を請うた。罪は斬刑にあたったが、玄宗から寵愛されていたことにより自殺を命じられた。

## 伝記史料
- 『旧唐書』巻97 列伝第47「張説伝」
- 『新唐書』巻223上 列伝第148 「姦臣上・陳希烈伝」
- 『資治通鑑』